# Cornedo all'Isarco
Cornedo all'Isarco es una localidad y comune italiana de la provincia de Bolzano, región de Trentino-Alto Adigio, con 3.111 habitantes.

## Evolución demográfica
| Gráfica de evolución demográfica de Cornedo all'Isarco entre 1861 y 2001 |
|                                                                          |
| Fuente ISTAT - elaboración gráfica de Wikipedia                          |